# Luděk Pachman
Luděk Pachman (Bělá pod Bezdězem, 11 mei 1924 - Passau, 6 maart 2003) was een Tsjechisch-Duitse journalist en schaker die ook voor Tsjecho-Slowakije is uitgekomen.

## Levensloop
In 1954 werd hem door de FIDE de titel van grootmeester (GM) toegekend. Hij is zeven keer schaakkampioen van Tsjechië geweest. In 1959 eindigde hij in Mar del Plata samen met Miguel Najdorf op de eerste plaats. Hij heeft ook verscheidene malen in de Schaakolympiade meegespeeld.
Pachman was aanvankelijk een overtuigde marxist maar keerde zich tegen het regiem in zijn land en werd een rooms-katholieke dissident. Hij steunde onder meer het Manifest van 2000 woorden, verschenen tijdens de Praagse Lente (1968), waarin werd opgeroepen tot hervormingen. Later was hij medeopsteller van de Tien punten, samen met Ludvík Vaculík. Dit was geen manifest maar een petitie, omdat volgens de Tsjechische grondwet de burger het recht had om petities in te dienen. Toch werd ook dit document door de staat opgevat als een provocatie. Hij werd in hechtenis genomen, 1969—1970. Hij verloor zijn baan als journalist, het werd hem verboden in het openbaar op te treden, en hem werd zijn lidmaatschap van de Tsjechische Schaakbond ontnomen, wat betekende dat hij niet meer voor zijn land kon uitkomen. Ook zijn vrouw verloor haar baan. Hij werd geschaduwd, vrij openlijk, en afgeluisterd. In 1972 werd hij opnieuw gearresteerd, dit keer vanwege een interview voor de Nederlandse radio, 2 augustus 1971, waarin hij kritiek had geuit op de veroordeling van de publicist Vladimír Škutina. Hij kreeg hiervoor een gevangenisstraf van 1½ jaar. Na zijn vrijlating en door bemiddeling van de schaakbond FIDE kreeg hij toestemming om Tsjecho-Slowakije te verlaten. Hij vertrok naar de Bondsrepubliek Duitsland. In 1973 publiceerde hij zijn autobiografie, Jak to bylo (Nu kan ik spreken). In 1975 kreeg hij de Duitse nationaliteit en hij werd in 1978 Duits kampioen. Luděk Pachman overleed op 78-jarige leeftijd in 2003.

## Privéleven
Pachman trouwde in 1946 met Eugenie. Hij had een broer die ook schaakte, Vladimír Pachman; deze hield zich voornamelijk bezig met probleemschaak. L. Pachman was bevriend met de Nederlandse journalist Dick Verkijk. In 1955 bezocht de Nederlandse schaker Donner hem in Praag; de vriendschap bekoelde echter toen Pachman zich tegen het communisme keerde.

## Pachmanvariant
Hij heeft een deel van de schaakopening Grünfeld-Indisch geanalyseerd, de naar hem vernoemde 'Pachmanvariant', met de zetten:
1. d4 Pf6 (Indische partij)
2. c4 g6 (Konings-Indisch)
3. Pc3 d5 (Grünfeld-Indisch)
4. Pf3 Lg7
5. e3 (Burillevariant) 0-0
6. Db3 (Weense variant) xc4
7. Lxc4 Pbd7
8. Pg5 (Pachmanvariant)